# アン・ネヴィル
アン・ネヴィル（Anne Neville, 1456年6月11日 - 1485年3月16日） は、ヨーク朝のイングランド王リチャード3世の王妃である。父は第16代ウォリック伯兼第6代ソールズベリー伯で『キングメーカー』と呼ばれたリチャード・ネヴィル、母は第13代ウォリック伯リチャード・ド・ビーチャムの娘アン・ビーチャム。リチャード3世の兄でエドワード4世の弟であるクラレンス公ジョージの妻イザベル・ネヴィルは姉、ヨーク公リチャードの妻でエドワード4世兄弟の母セシリー・ネヴィルは大叔母に当たる。

## 生涯

### 生い立ち
1456年6月11日にウォリック伯リチャード・ネヴィルとアン・ビーチャム（ウォリック女伯）夫妻の末娘としてウォリック城で生まれた。アンはその短い生涯を政治のコマとして使われることになる。彼女は幼年時代の大部分をミドルハム城（父の不動産の1つ）で過ごし、そこで姉イザベルと共にヨーク公リチャードの遺児たち、すなわちマーチ伯エドワード（後のエドワード4世）、クラレンス公ジョージ、グロスター公リチャード（後のリチャード3世）兄弟と知り合う。父の従弟（従叔父）かつ母の又従弟にあたるこの少年たちが、この姉妹の運命をその後左右することになる。

### プリンセス・オブ・ウェールズ
14歳の時、アンは父によって国王ヘンリー6世の息子のエドワード王太子と婚約させられた。父はそれまでヨーク派としてエドワード4世の戴冠などにも尽力してきたものの処遇に不満で、この時にはヘンリー6世の王妃マーガレット・オブ・アンジューと同盟して、ランカスター派側に寝返っていた。だが、姉イサベルがエドワード4世の弟クラレンス公と結婚していたことで、マーガレット王妃はこの寝返りの動機を、自分と同盟して王位をエドワード王太子に継承させるのではなく、クラレンス公を担いで次期国王にしようとしているのではないかと疑い始めた。
アンとエドワードが公式に結婚式を挙げた記録はないが、恐らく1470年12月13日にフランスのアンボワーズ城で結婚していたか正式に婚約（この場合は法的には結婚したのと同じ）していた。
ヘンリー6世を復位させるため、マーガレットによってイングランドに派遣されていた父は1470年10月にエドワード4世の追放とヘンリー6世の復位に成功したが、半年後にエドワード4世の反撃に遭い1471年4月14日のバーネットの戦いで敗れて殺された。アンは新郎と姑と一緒にイングランドに帰国して初めて父が亡くなったことを知った。またさらに、5月4日のテュークスベリーの戦いにおけるエドワードの処刑で未亡人になった。
アンがロンドンで使用人として働いているところを、エドワード4世の末弟グロスター公リチャードによって見いだされたという逸話がある。それが本当かどうかはともかく、個人リチャードとしての少年時代からの彼女への想いと、政略的に彼女の財産と称号（その大部分は母の家系から来る）の相続を狙ったとされる両方の目的があったというのが有り得そうな話である。

### グロスター公爵夫人
アンとリチャードの結婚は、1472年7月12日にウェストミンスター寺院で行なわれ、リチャードがイングランド北部の知事に任命されたという事で、慣れ親しんだミドルハム城に新居を構えた。1473年頃、アン夫妻の唯一の子であるエドワード・オブ・ミドルハムがミドルハムで生まれたが、アンの健康状態は決して思わしくなく、結核と見られる症状に苦しんでいた。

### イングランド王妃
1483年4月9日にエドワード4世が死去し、息子エドワード5世が後を継いだ。1483年6月25日、エドワード5世とその弟ヨーク公リチャード・オブ・シュルーズベリーには王位継承権がないと宣言された（エドワード4世とエリザベス・ウッドヴィルの結婚が重婚と見なされたため）。そしてグロスター公がリチャード3世として即位した。
アンは王妃となり、息子エドワードはプリンス・オブ・ウェールズに叙せられた。しかしエドワードはシェリフ・ハットンで1484年4月9日に急死したため、アンは自身と夫の甥であるウォリック伯エドワード（既に死亡していたクラレンス公とイザベル夫妻の遺児）を養子にし、リチャード3世もこの少年を相続人に指名した。これはアンの願いを聞き届けたためとされる。
リチャード3世がアンと離婚して姪（エドワード4世の娘）エリザベスと結婚することを計画したという噂は、彼らの息子の死亡後に広まったが、リチャード3世がアンを毒殺したという噂とともに、その証拠は何も残っていない。アンは1485年3月16日に、恐らく結核のためウェストミンスター宮殿で死去し、ウェストミンスター寺院に埋葬された。

## 登場する作品
- 小説
  - ジーン・プレイディー『リチャード三世を愛した女』（The Reluctant Queen: Story of Anne of York）
- 戯曲
  - ウィリアム・シェイクスピア『リチャード三世』
- 漫画
  - 菅野文『薔薇王の葬列』
- テレビドラマ
  - 『ホロウ・クラウン/嘆きの王冠』（2016年）演：フィービー・フォックス